# Aaron Peirsol
Aaron Peirsol (n. 23 iulie 1983, Irvine, California, SUA) este un înotător ce a reprezentat Statele Unite ale Americii, medaliat olimpic. A participat la 3 ediții ale Jocurilor Olimpice (2000, 2004, 2008) în care a câștigat 7 medalii de aur și 3 medalii de argint.